# 宮崎市立去川小学校
宮崎市立去川小学校（みやざきしりつ さるかわしょうがっこう）は、日本国宮崎県宮崎市高岡町にあった公立小学校。1872年に開校し、2009年3月に閉校した。国道10号沿いに位置し、近隣には国指定天然記念物の「去川のイチョウ」がある。
2008年度の児童数は14人。第1・3学年の児童数はゼロで今後も児童数の増加が見込めないことから、2008年3月から保護者から「多人数の教育」を望む声が挙がった。宮崎市はこれを受けて2008年9月の市議会（平成20年第4回定例会）で「2009年3月末の廃校」を目的とした条例改正案を提出。9月18日に改正案が可決され去川小学校の廃校が決定した。
去川小学校の児童は2009年4月から高岡小学校へ通学する。

## 年表
- 1872年4月 - かつての関所に児童を集めて授業を実施する。
- 1873年10月30日 - 学校創立。
- 1882年4月 - 最初の校舎を建築する。
- 1907年3月10日 - 校舎を建築。この日が学校創立記念日となる。
- 1941年4月1日 - 去川尋常小学校から去川国民学校と改称される。
- 1947年4月1日 - 去川国民学校から去川小学校と改称される。
- 1954年4月12日 - 1世代前の校舎が落成。
- 1965年1月11日 - 給食を開始する。
- 1975年3月 - 体育館が完成。
- 1978年9月 - プールが完成。
- 1990年3月 - 現在の校舎が完成。
- 2005年9月 - 台風14号の被害により、翌月10日まで体育館が避難所として使用される。
- 2006年1月1日 - 高岡町が宮崎市に編入したことに伴い、学校名が高岡町立去川小学校から宮崎市立去川小学校となる。
- 2006年4月 - 旧宮崎市の学校に合わせるかたちで2学期制を導入。
- 2008年9月18日 - 去川小学校の廃校を目的とした条例改正案が宮崎市議会で原案可決される。
- 2009年3月8日 - 閉校式を挙行。
- 2009年3月 - 閉校。

## 参考資料
- 「大規模校で学ばせたい」 去川小来年3月廃校へ - 宮崎日日新聞、2008年8月27日。
- 【県内】宮崎市、去川小学校廃校へ条例改正案 - テレビ宮崎、2008年8月25日。
- 平成20年第4回定例会（2008年9月）の議決結果 - 宮崎市公式ウェブサイト。「宮崎市立学校条例の一部改正について」がそれである。